# Kościół św. Anny w Białej Podlaskiej
Kościół w Białej Podlaskiej w województwie lubelskim. 
Kościół parafialny parafii św. Anny w Białej Podlaskiej.

## Historia
Wybudowany w 1572, na pogorzelisku wcześniejszej świątyni (z 1525), pierwotnie jako zbór braci polskich.
Po wypędzeniu braci polskich w 1596 przez Mikołaja Krzysztofa Radziwiłła „Sierotkę”, przebudowany w latach 1596-1603 i w 1603 wyświęcony pod wezwaniem św. Anny.
Korpus prostokątny, murowany, w stylu zapóźnionego gotyku, o czym świadczą lekko ostrołukowe okna, i skarpy przyporowe.
Na polecenie Radziwiłła, do głównego korpusu dobudowano od strony wschodniej nieco węższe, zamknięte absydą prezbiterium i doń przylegające: zakrystię i skarbiec. Zaś w części zachodniej wydzielono trójarkadowy chór muzyczny.
Od południa barokowa kaplica „Różańcowa”, z 1625, pierwotnie przeznaczona na miejsce spoczynku Tekli z Wołłowiczów Radziwiłłowej, żony ówczesnego właściciela miasta Aleksandra Ludwika Radziwiłła.
Od północy barokowa kaplica pod wezwaniem św. Jana Kantego z początku XVIII w. Uważana jest przez wielu za najcenniejsze dzieło barokowe na Podlasiu. Warto też zwrócić uwagę na jej barokową wieżyczkę wschodnią. Kaplica ma bogatą sztukaterię, zdobią ją późnobarokowe obrazy na plafonie odtwarzające życie Mikołaja Krzysztofa Radziwiłła na ziemi i po śmierci.
Ołtarz główny, barokowy zbudowano przed 1696 z czarnego marmuru dębnickiego. Fundatorką była Katarzyna z Sobieskich Radziwiłłowa. W zwieńczeniu ołtarza znajduje się herb Radziwiłłów w postaci czarnego orła z trzema złotymi trąbami na piersi.
Z inicjatywy Katarzyny z Sobieskich Radziwiłłowej umieszczono na zewnątrz na kopule u stóp łacińskiego krzyża nad sygnaturką półksiężyc turecki, dla uczczenia zwycięstwa jej brata Jana III Sobieskiego nad islamem.
Od zachodu kruchta z 1873 w stylu neorenesansu lubelskiego. Wystrój wnętrz barokowy.
Od wschodniej strony świątyni, jako część murowanego ogrodzenia znajduje się trójarkadowa, dzwonnica bramna.
Korpus główny kościoła stał się wzorcem dla późniejszej i pomniejszonej w skali kaplicy wchodzącej w skład zespołu pałacowo-obronnego Radziwiłłów w Białej. Pod koniec XVIII w. stał się też natchnieniem dla twórców jednosalowego kościoła pw. Podwyższenia Krzyża Świętego w Neplach.
Na dachu świątyni znajduje się krzyż u którego podstawy widnieje leżący islamski złoty półksiężyc, umieszczony tam na pamiątkę zwycięstwa nad Turkami pod Wiedniem (w 1683).

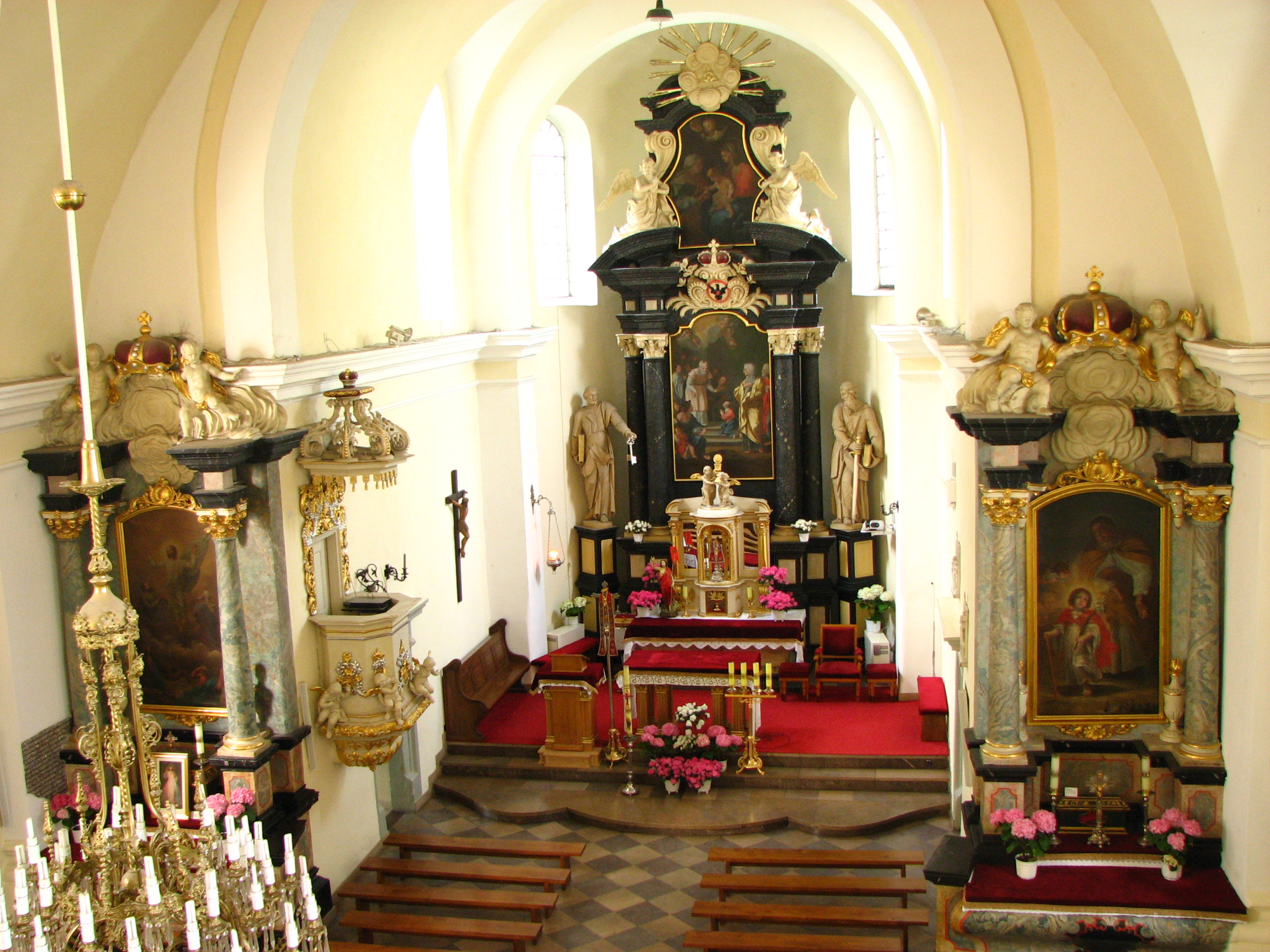
Widok z chóru
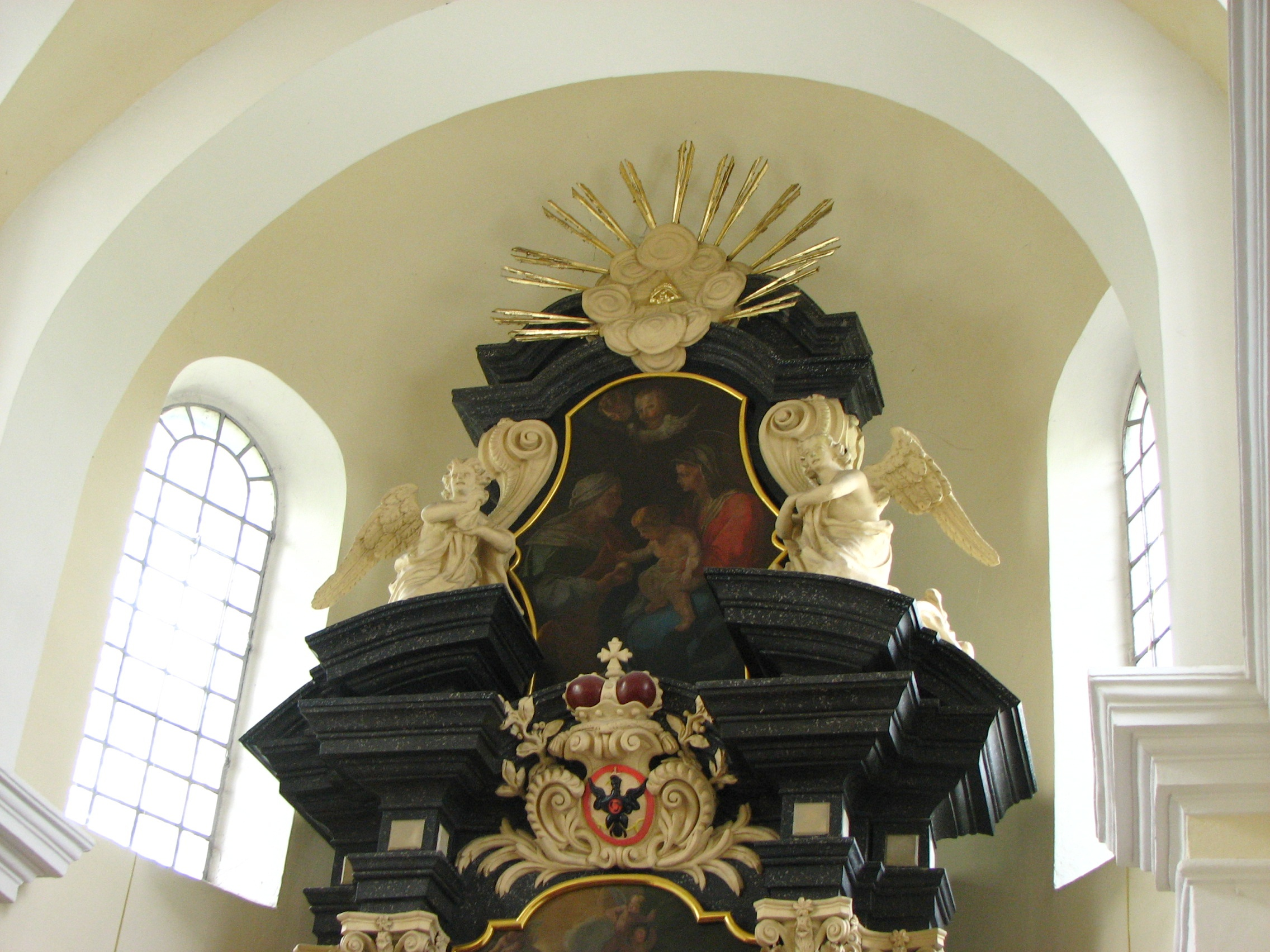
Górna część ołtarza głównego
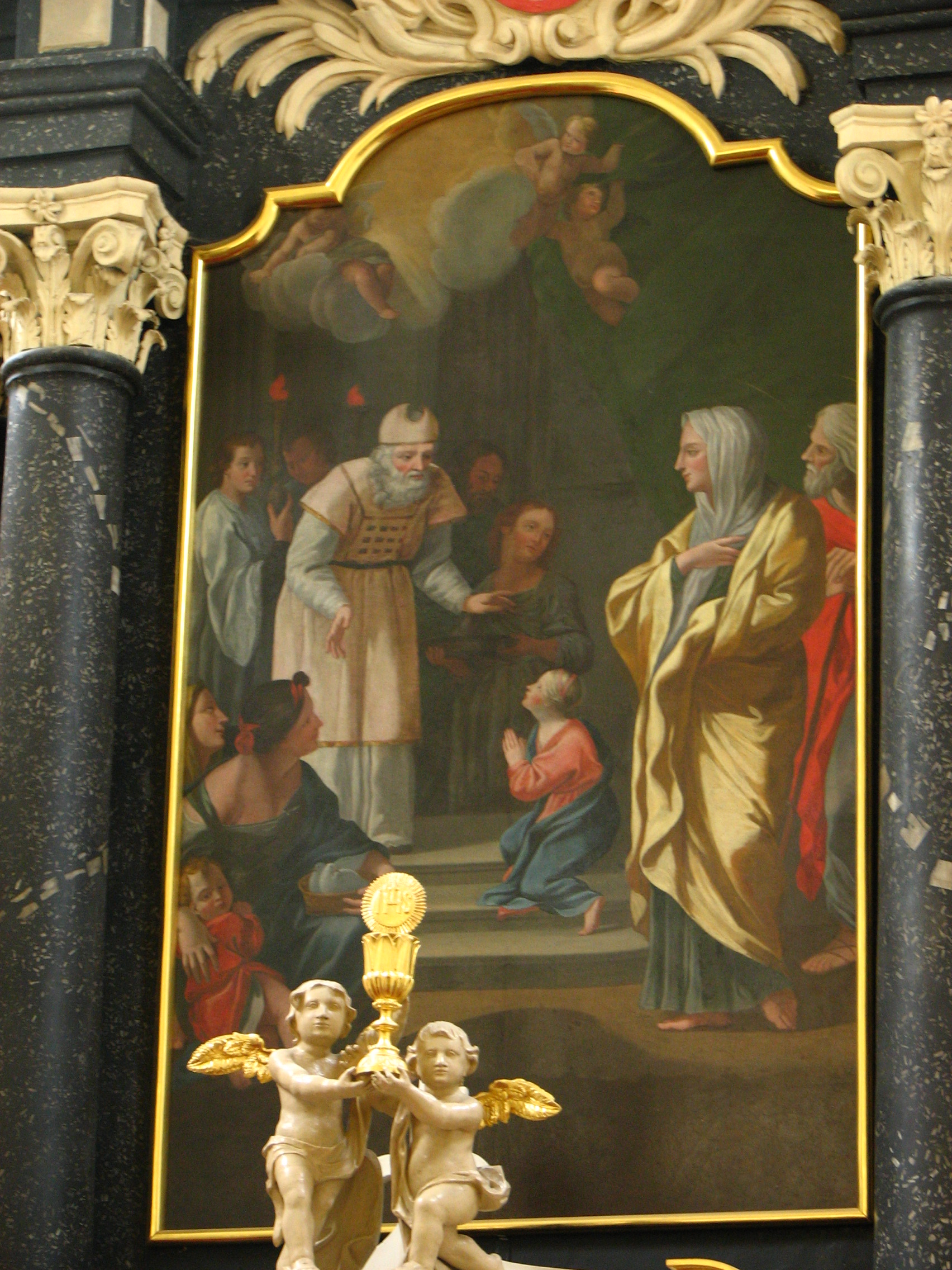
Ofiarowanie NMP (ołtarz główny)
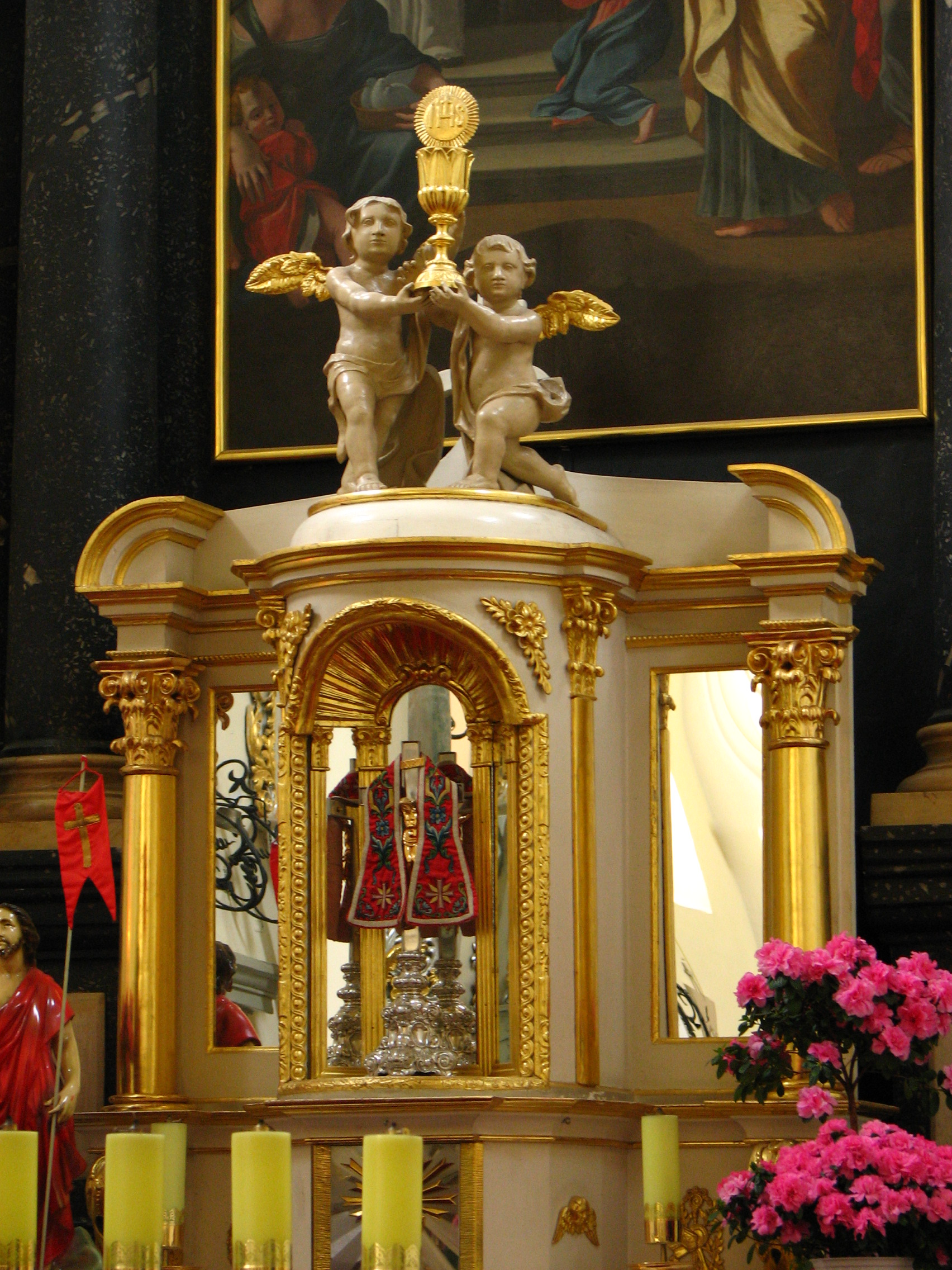
Tabernakulum

## Znani parafianie i osoby związane z kościołem
- Władysław Gruszecki (1812 – 1876) – polski prawnik i ekonomista, członek Rady Stanu Królestwa Polskiego. W 1835 roku pobrał się w kościele św. Anny ślubem z Ludwiką Lewicką (zm. 1850)[2].